# Eindhout
Eindhout is een dorp in de Belgische provincie Antwerpen en een deelgemeente van Laakdal. Eindhout was een zelfstandige gemeente tot aan de gemeentelijke herindeling van 1977.

## Geschiedenis
Een deel van Eindhout hoorde bij het Land van Geel. Deze heerlijkheid was in bezit van de families Berthout (van vóór 1155-1366), Horne (1366-1484), De Merode (1484-1601), van Wittem-van den Berg (1601-1640), van Lotharingen (1640-1761) en de Rohan (1761-1795). Het patronaatsrecht en het tiendrecht van de kerk werd in 1252 door de familie Berthout afgestaan aan de Abdij van Averbode.
Naast de genoemde heerlijkheid bestond ook Eynthouthamme, bezit van de Abdij van Tongerlo.
Eindhoutham bestond als aparte gemeente tot 1808 toen het bij Eindhout werd gevoegd.
De voormalige gemeente Eindhout fusioneerde in 1977 met de gemeenten Vorst en Veerle tot de gemeente Laakdal.

## Geografie

### Hydrografie
Het dorp ligt net ten zuiden van het Albertkanaal en ten oosten van de Grote Nete.
Waterlopen: De Kleine Laak, op de grens met de deelgemeenten Vorst en Veerle, vloeit samen met de Grote Laak op de grens met Veerle en Zammel. Deze rivieren vormen tevens de naam van de fusiegemeente: Laakdal.

## Bezienswaardigheden

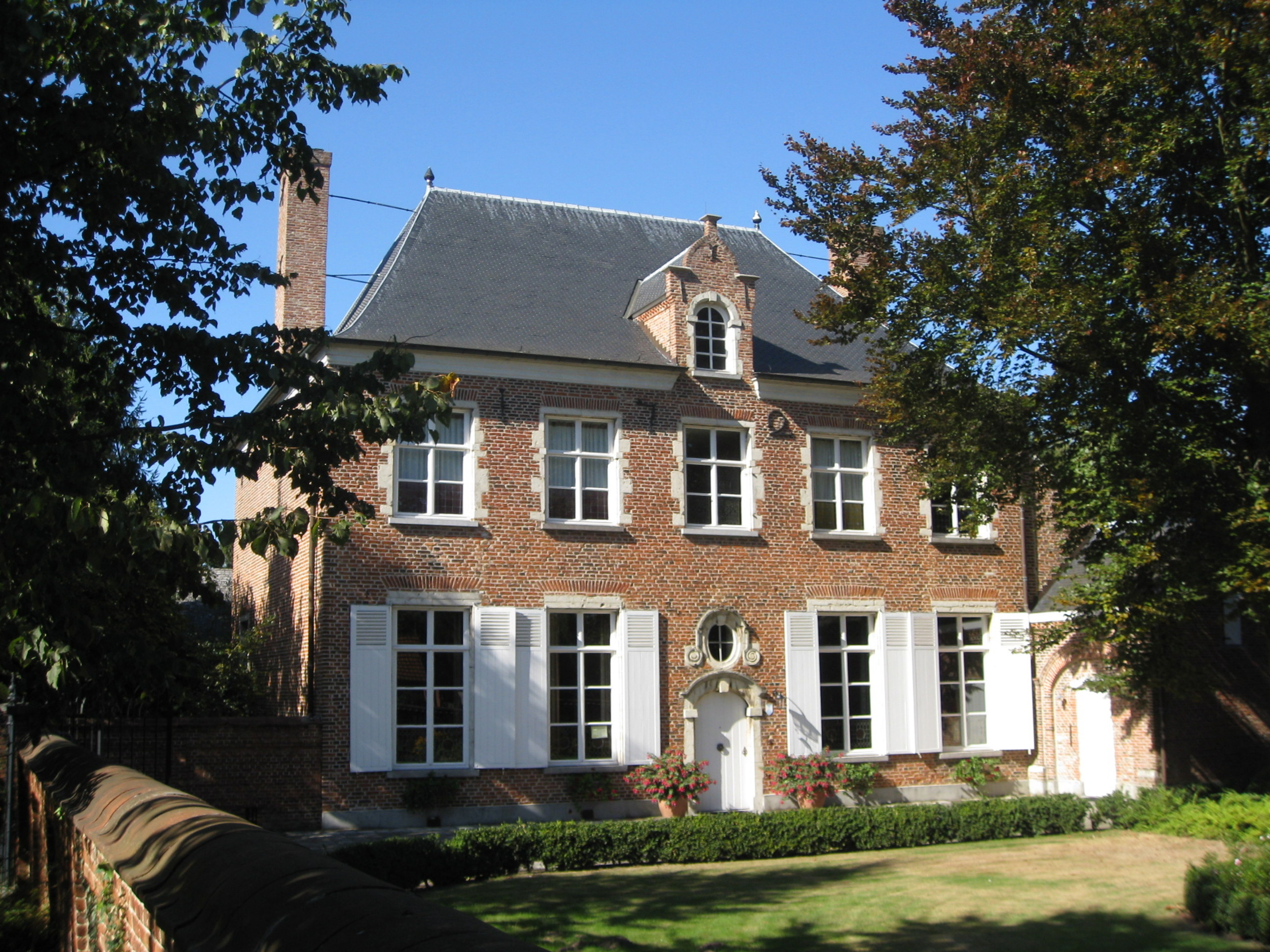
Pastorij Eindhout

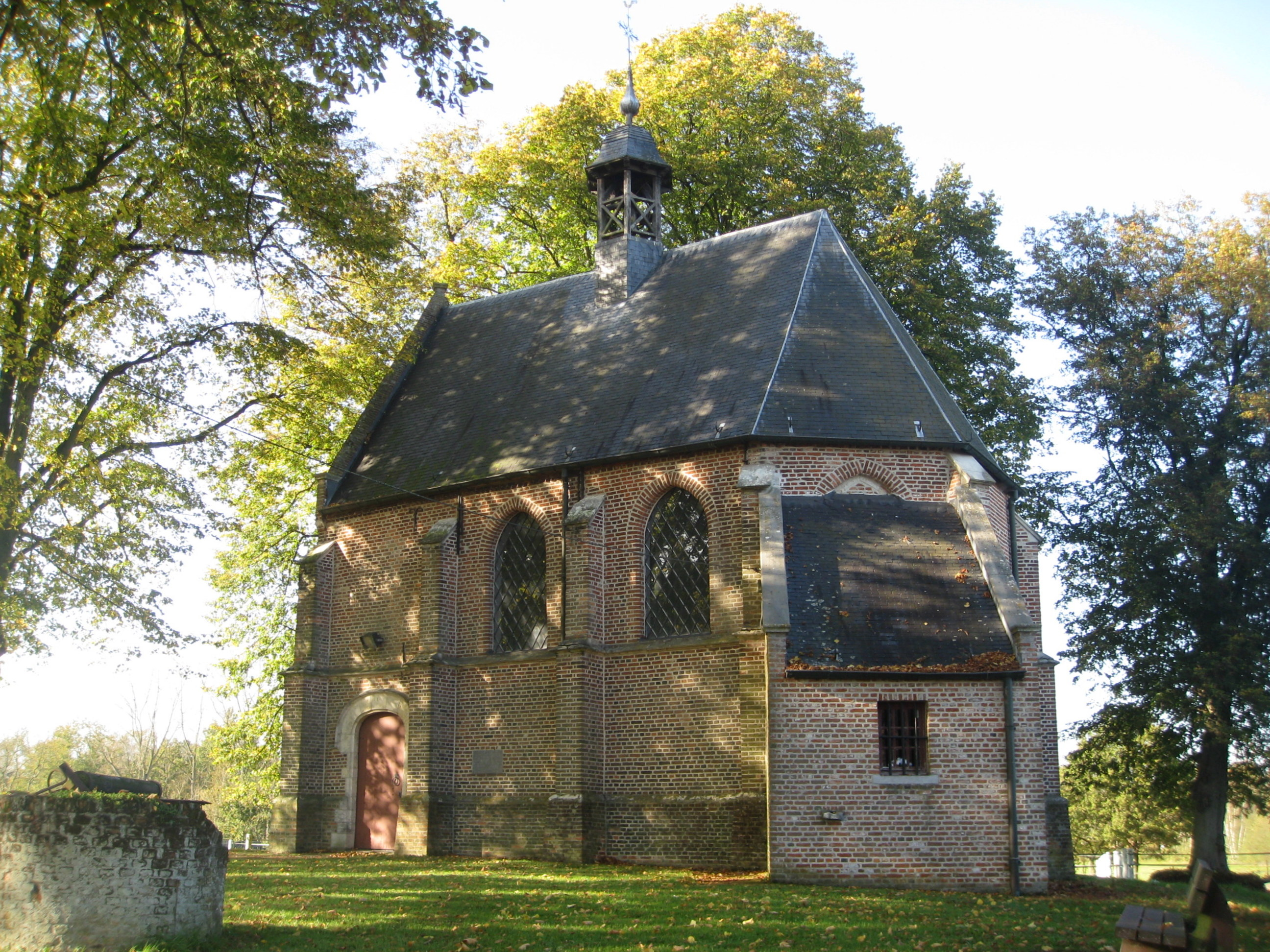
Sint-Bavokapel

- Sint-Lambertuskerk Sint-Lambertuskerk

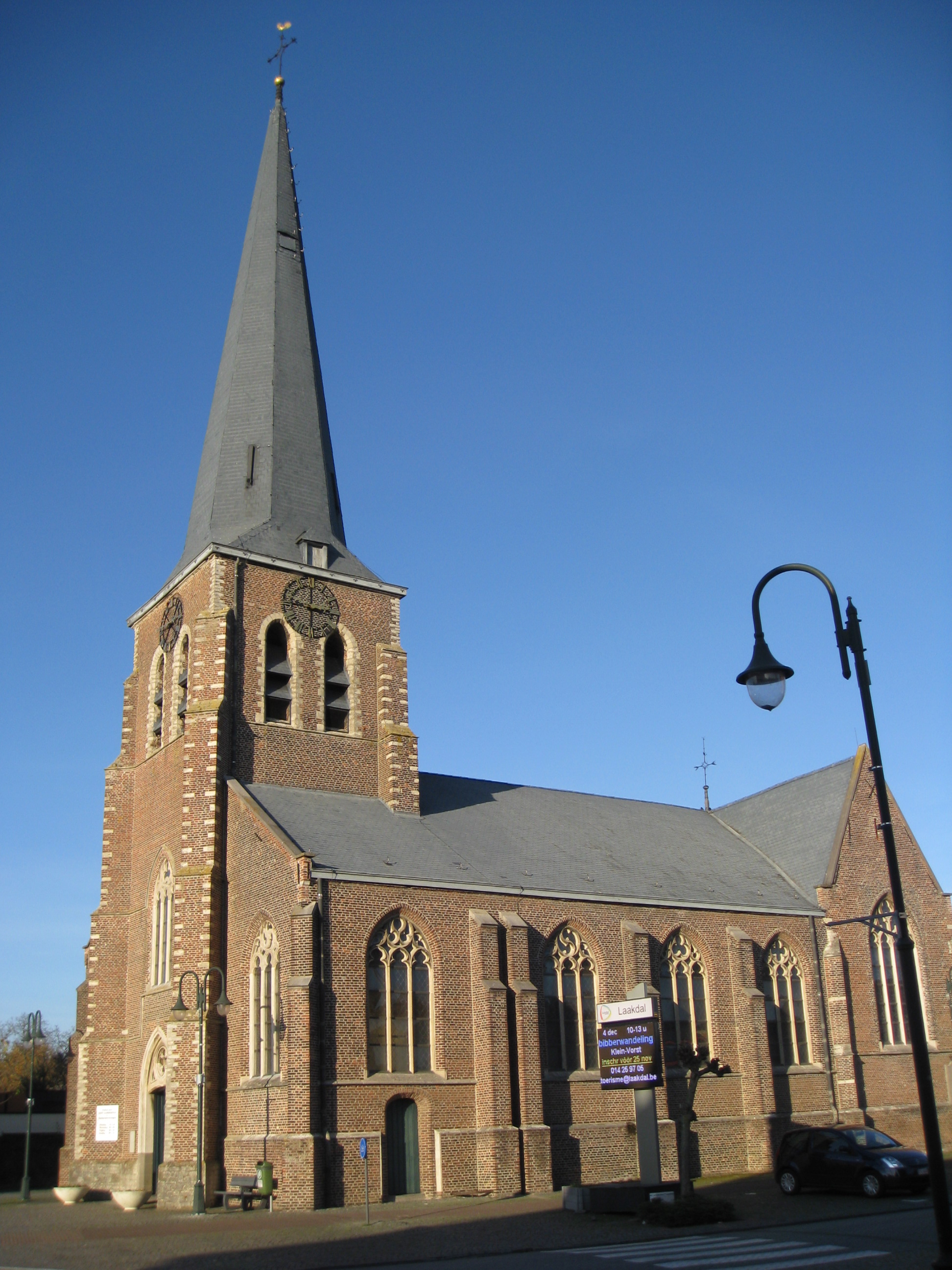
Sint-Lambertuskerk

- Pastorij in de NorbertijnerstraatPastorij Eindhout
- voormalig GemeentehuisOud-Gemeentehuis

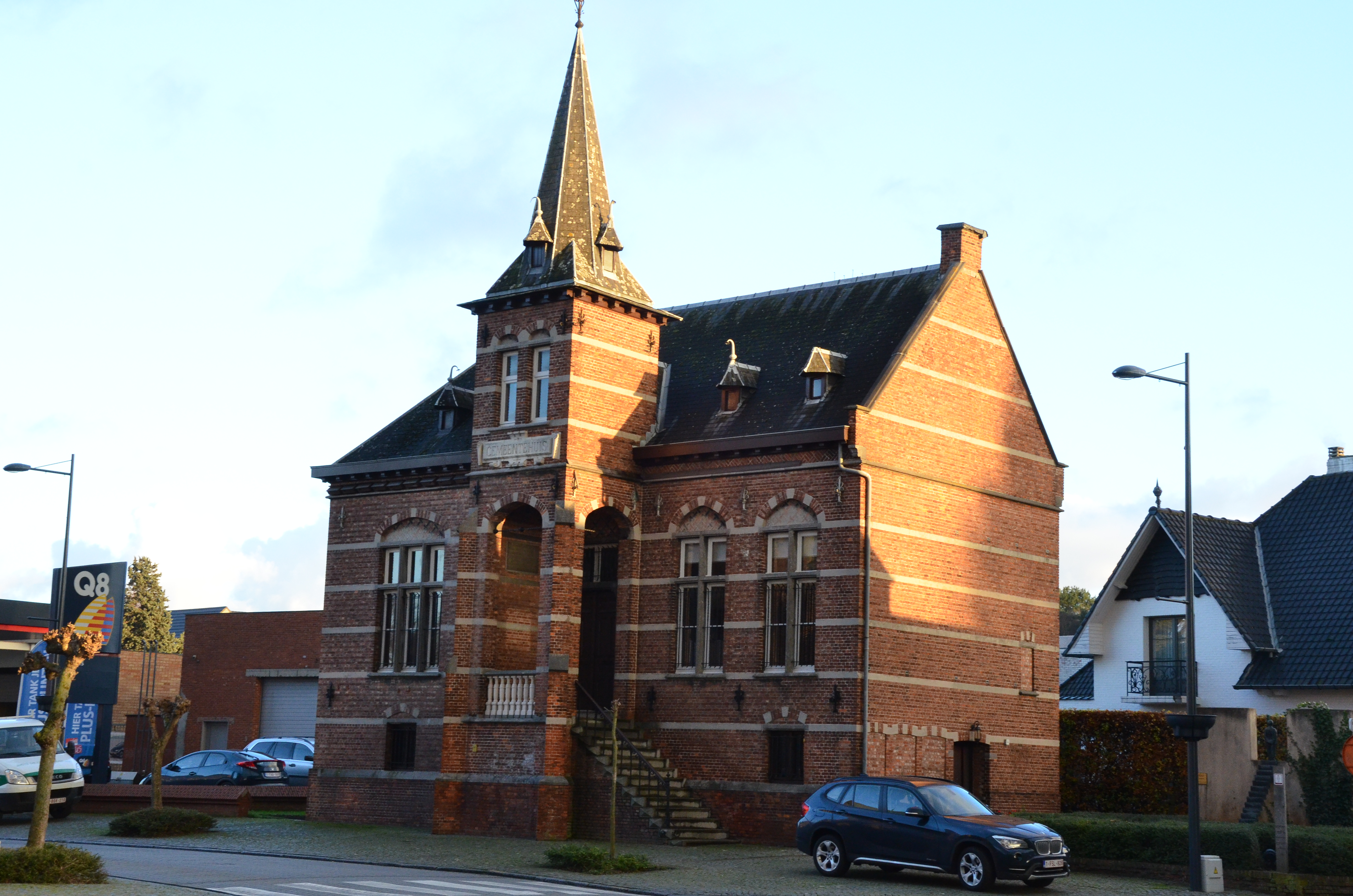
Oud-Gemeentehuis

- Sint-Bavokapel (Trichelhoek)Sint-Bavokapel
- Hoeve RundershoekHoeve Rundershoek

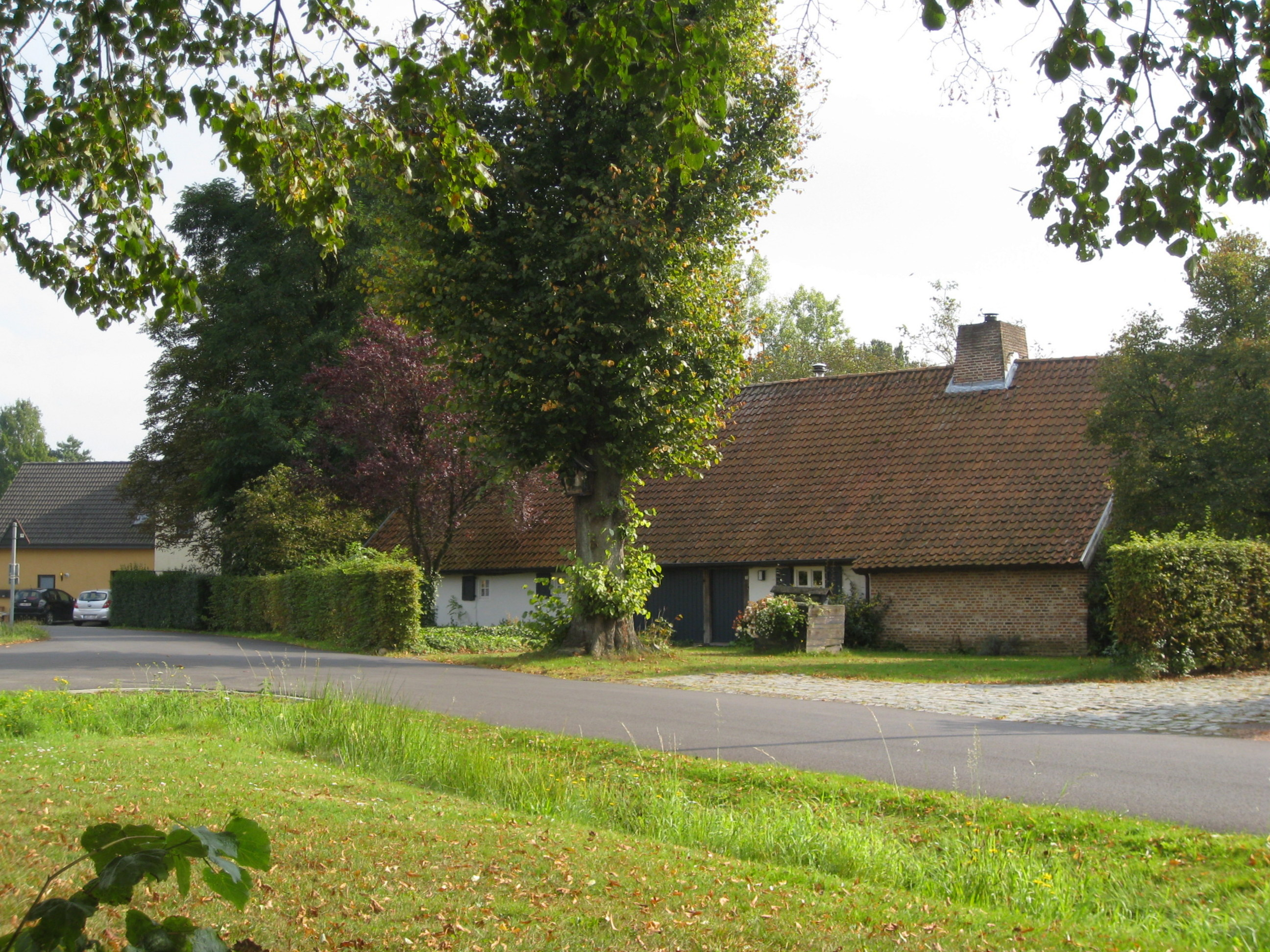
Hoeve Rundershoek

- Onze-Lieve-Vrouw van Zeven Weeënkapel (Ham)
- Landhuis en hoeve 'Het Paviljoen' aan de Oude Vorstseweg
- Sint-Bavohoeve aan het natuurgebied Trichelbroek

## Natuur en landschap
Eindhout ligt op een beboste heuvelrug die de waterscheiding vormt tussen Grote Nete en Kleine Laak. De hoogte loopt op tot 34 meter. Ten zuidwesten van Eindhout ligt het natuurgebied Trichelbroek. Ten noorden van Eindhout loopt het Albertkanaal, waar veel industrie te vinden is. Vrijwel parallel daaraan loopt de autoweg E313.

## Demografische ontwikkeling
- Bronnen:NIS, Opm:1806 tot en met 1970=volkstellingen; 1976 = inwoneraantal op 31 december

## Politiek
Eindhout had een eigen gemeentebestuur en burgemeester tot de fusie van 1977. Burgemeesters waren:
| Periode | Periode     | Naam burgemeester                                 |
| ------- | ----------- | ------------------------------------------------- |
|         | 1800 - 1801 | Remigius Aerts                                    |
|         | 1801 - 1803 | Guillielmus Egidius Sanen                         |
|         | 1803 - 1805 | Pierre Potdor                                     |
|         | 1805 - 1813 | Peter Anselmus Mangelschots                       |
|         | 1814 - 1832 | Corneel Dassen                                    |
|         | 1833 - 1860 | Jan Baptist Hollans                               |
|         | 1861 - 1866 | Frans Van Dingenen                                |
|         | 1867 - 1888 | Edouard Alphonse Joseph De Marbaix (Kath. Partij) |
|         | 1891 - 1896 | John Ward (Kath. Partij)                          |
|         | 1897 - 1909 | Louis Huypens (Kath. Partij)                      |
|         | 1909 - 1922 | Jozef Helsen (Kath. Partij)                       |
|         | 1922 - 1927 | Eduard Vleugels (UCB)                             |
|         | 1927 - 1933 | Louis Cuypers (UCB)                               |
|         | 1933 - 1939 | Alfons Belmans (UCB)                              |
|         | 1939 - 1941 | Frans Helsen (UCB)                                |
|         | 1941 - 1970 | René Dassen (CVP)                                 |
|         | 1971 - 1976 | Jean Geudens (CVP)                                |

Tussen 1800 en 1805 deelden de gemeenten Eindhout, Veerle en Eindhoutham eenzelfde burgemeester. Deze laatste gemeente fuseerde in 1808 met Eindhout door een decreet van Napoleon.

## Cultuur
Voor de jongeren zijn er in Eindhout 2 jeugdverenigingen, namelijk Chiro en KAJ, ook wel Chiro Eindhout en Eindertse Jongeren (EJ) genoemd.
Eindhout kende ook een traditie van jeugdhuizen. In de jaren 60 en 70 was er 't Zolderke (later Kameleon en het Kelderke) waar de plaatselijke jeugd samenkwam. Van 2006 tot 2015 kende men in Eindhout Jeugdhuis Living. Dit was gevestigd in de kantine van speeltuin Dennenoord.

## Sport
Eindhout heeft als voetbalploeg FC Netezonen, FC De Kroon en sinds kort ook FC De Lammebeire. De terreinen van Netezonen zijn gelegen vlak bij het bosrijke gebied Eindhoutberg.

## Geboren in Eindhout
- Frans Cools (1929-2022), ingenieur

## Nabijgelegen kernen
Zittaart, Winkelomheide, Oosterlo, Vorst, Veerle